# Список государств
На данный момент в состав Организации Объединённых Наций входят 193 государства-члена и 2 государства-наблюдателя. Святой Престол (Ватикан) и Государство Палестина являются субъектами международного права и постоянными наблюдателями Генеральной Ассамблеи ООН, не являясь членами ООН.
Около десятка государственных образований фактически являются самостоятельными государствами, контролируя и осуществляя управление своими территориями, но либо не признаны другими государствами, либо признаны недостаточным их количеством (например, для вхождения в ООН образованию требуется признание 2/3 государств, входящих в организацию).
Во многих частях света существуют регионы, население которых борется за признание их самостоятельной государственности.
В то же время не следует приравнивать государства мира к виртуальным государствам, которые не имеют территории и какой-либо этнической и исторической легитимности.
Статус и категория некоторых территорий и образований не могут быть однозначно идентифицированы.

## Государства — члены ООН
| Номер | Флаг                                         | Страна                   | Полное название страны                                     |
| ----- | -------------------------------------------- | ------------------------ | ---------------------------------------------------------- |
| 1     | Австралия                                    | Австралия                | Австралийский Союз                                         |
| 2     | Австрия                                      | Австрия                  | Австрийская Республика                                     |
| 3     | Азербайджан                                  | Азербайджан              | Азербайджанская Республика                                 |
| 4     | Албания                                      | Албания                  | Республика Албания                                         |
| 5     | Алжир                                        | Алжир                    | Алжирская Народная Демократическая Республика              |
| 6     | Ангола                                       | Ангола                   | Республика Ангола                                          |
| 7     | Андорра                                      | Андорра                  | Княжество Андорра                                          |
| 8     | Антигуа и Барбуда                            | Антигуа и Барбуда        | Антигуа и Барбуда                                          |
| 9     | Аргентина                                    | Аргентина                | Аргентинская Республика                                    |
| 10    | Армения                                      | Армения                  | Республика Армения                                         |
| 11    | Афганистан                                   | Афганистан               | Исламский Эмират Афганистан                                |
| 12    | Багамские Острова                            | Багамы                   | Содружество Багамских Островов                             |
| 13    | Бангладеш                                    | Бангладеш                | Народная Республика Бангладеш                              |
| 14    | Барбадос                                     | Барбадос                 | Барбадос                                                   |
| 15    | Бахрейн                                      | Бахрейн                  | Королевство Бахрейн                                        |
| 16    | Беларусь                                     | Беларусь                 | Республика Беларусь                                        |
| 17    | Белиз                                        | Белиз                    | Белиз                                                      |
| 18    | Бельгия                                      | Бельгия                  | Королевство Бельгия                                        |
| 19    | Бенин                                        | Бенин                    | Республика Бенин                                           |
| 20    | Болгария                                     | Болгария                 | Республика Болгария                                        |
| 21    | Боливия                                      | Боливия                  | Многонациональное Государство Боливия                      |
| 22    | Босния и Герцеговина                         | Босния и Герцеговина     | Босния и Герцеговина                                       |
| 23    | Ботсвана                                     | Ботсвана                 | Республика Ботсвана                                        |
| 24    | Бразилия                                     | Бразилия                 | Федеративная Республика Бразилия                           |
| 25    | Бруней                                       | Бруней                   | Государство Бруней-Даруссалам                              |
| 26    | Буркина-Фасо                                 | Буркина-Фасо             | Буркина-Фасо                                               |
| 27    | Бурунди                                      | Бурунди                  | Республика Бурунди                                         |
| 28    | Бутан                                        | Бутан                    | Королевство Бутан                                          |
| 29    | Вануату                                      | Вануату                  | Республика Вануату                                         |
| 30    | Великобритания                               | Великобритания           | Соединённое Королевство Великобритании и Северной Ирландии |
| 31    | Венгрия                                      | Венгрия                  | Венгрия                                                    |
| 32    | Венесуэла                                    | Венесуэла                | Боливарианская Республика Венесуэла                        |
| 33    | Восточный Тимор                              | Восточный Тимор          | Демократическая Республика Восточный Тимор                 |
| 34    | Вьетнам                                      | Вьетнам                  | Социалистическая Республика Вьетнам                        |
| 35    | Габон                                        | Габон                    | Габонская Республика                                       |
| 36    | Республика Гаити                             | Гаити                    | Республика Гаити                                           |
| 37    | Гайана                                       | Гайана                   | Кооперативная Республика Гайана                            |
| 38    | Гамбия                                       | Гамбия                   | Республика Гамбия                                          |
| 39    | Гана                                         | Гана                     | Республика Гана                                            |
| 40    | Гватемала                                    | Гватемала                | Республика Гватемала                                       |
| 41    | Гвинея                                       | Гвинея                   | Гвинейская Республика                                      |
| 42    | Гвинея-Бисау                                 | Гвинея-Бисау             | Республика Гвинея-Бисау                                    |
| 43    | Германия                                     | Германия                 | Федеративная Республика Германия                           |
| 44    | Гондурас                                     | Гондурас                 | Республика Гондурас                                        |
| 45    | Гренада                                      | Гренада                  | Гренада                                                    |
| 46    | Греция                                       | Греция                   | Греческая Республика                                       |
| 47    | Грузия                                       | Грузия                   | Грузия                                                     |
| 48    | Дания                                        | Дания                    | Королевство Дания                                          |
| 49    | Джибути                                      | Джибути                  | Республика Джибути                                         |
| 50    | Доминика                                     | Доминика                 | Содружество Доминики                                       |
| 51    | Доминиканская Республика                     | Доминикана               | Доминиканская Республика                                   |
| 52    | Египет                                       | Египет                   | Арабская Республика Египет                                 |
| 53    | Замбия                                       | Замбия                   | Республика Замбия                                          |
| 54    | Зимбабве                                     | Зимбабве                 | Республика Зимбабве                                        |
| 55    | Израиль                                      | Израиль                  | Государство Израиль                                        |
| 56    | Индия                                        | Индия                    | Республика Индия                                           |
| 57    | Индонезия                                    | Индонезия                | Республика Индонезия                                       |
| 58    | Иордания                                     | Иордания                 | Иорданское Хашимитское Королевство                         |
| 59    | Ирак                                         | Ирак                     | Республика Ирак                                            |
| 60    | Иран                                         | Иран                     | Исламская Республика Иран                                  |
| 61    | Ирландия                                     | Ирландия                 | Республика Ирландия                                        |
| 62    | Исландия                                     | Исландия                 | Исландия                                                   |
| 63    | Испания                                      | Испания                  | Королевство Испания                                        |
| 64    | Италия                                       | Италия                   | Итальянская Республика                                     |
| 65    | Йемен                                        | Йемен                    | Йеменская Республика                                       |
| 66    | Кабо-Верде                                   | Кабо-Верде               | Республика Кабо-Верде                                      |
| 67    | Казахстан                                    | Казахстан                | Республика Казахстан                                       |
| 68    | Камбоджа                                     | Камбоджа                 | Королевство Камбоджа                                       |
| 69    | Камерун                                      | Камерун                  | Республика Камерун                                         |
| 70    | Канада                                       | Канада                   | Канада                                                     |
| 71    | Катар                                        | Катар                    | Государство Катар                                          |
| 72    | Кения                                        | Кения                    | Республика Кения                                           |
| 73    | Республика Кипр                              | Кипр                     | Республика Кипр                                            |
| 74    | Кирибати                                     | Кирибати                 | Республика Кирибати                                        |
| 75    | Китай                                        | Китай                    | Китайская Народная Республика                              |
| 76    | Колумбия                                     | Колумбия                 | Республика Колумбия                                        |
| 77    | Коморы                                       | Коморы                   | Союз Коморских Островов                                    |
| 78    | Республика Конго                             | Конго                    | Республика Конго                                           |
| 79    | Демократическая Республика Конго             | ДР Конго                 | Демократическая Республика Конго                           |
| 80    | Корейская Народно-Демократическая Республика | КНДР                     | Корейская Народно-Демократическая Республика               |
| 81    | Республика Корея                             | Корея                    | Республика Корея                                           |
| 82    | Коста-Рика                                   | Коста-Рика               | Республика Коста-Рика                                      |
| 83    | Кот-д’Ивуар                                  | Кот-д’Ивуар              | Республика Кот-д’Ивуар                                     |
| 84    | Куба                                         | Куба                     | Республика Куба                                            |
| 85    | Кувейт                                       | Кувейт                   | Государство Кувейт                                         |
| 86    | Кыргызстан                                   | Кыргызстан               | Кыргызская Республика                                      |
| 87    | Лаос                                         | Лаос                     | Лаосская Народно-Демократическая Республика                |
| 88    | Латвия                                       | Латвия                   | Латвийская Республика                                      |
| 89    | Лесото                                       | Лесото                   | Королевство Лесото                                         |
| 90    | Либерия                                      | Либерия                  | Республика Либерия                                         |
| 91    | Ливан                                        | Ливан                    | Ливанская Республика                                       |
| 92    | Ливия                                        | Ливия                    | Государство Ливия                                          |
| 93    | Литва                                        | Литва                    | Литовская Республика                                       |
| 94    | Лихтенштейн                                  | Лихтенштейн              | Княжество Лихтенштейн                                      |
| 95    | Люксембург                                   | Люксембург               | Великое Герцогство Люксембург                              |
| 96    | Маврикий                                     | Маврикий                 | Республика Маврикий                                        |
| 97    | Мавритания                                   | Мавритания               | Исламская Республика Мавритания                            |
| 98    | Мадагаскар                                   | Мадагаскар               | Республика Мадагаскар                                      |
| 99    | Малави                                       | Малави                   | Республика Малави                                          |
| 100   | Малайзия                                     | Малайзия                 | Малайзия                                                   |
| 101   | Мали                                         | Мали                     | Республика Мали                                            |
| 102   | Мальдивы                                     | Мальдивы                 | Мальдивская Республика                                     |
| 103   | Мальта                                       | Мальта                   | Республика Мальта                                          |
| 104   | Марокко                                      | Марокко                  | Королевство Марокко                                        |
| 105   | Маршалловы Острова                           | Маршалловы Острова       | Республика Маршалловы Острова                              |
| 106   | Мексика                                      | Мексика                  | Мексиканские Соединённые Штаты                             |
| 107   | Федеративные Штаты Микронезии                | Микронезия               | Федеративные Штаты Микронезии                              |
| 108   | Мозамбик                                     | Мозамбик                 | Республика Мозамбик                                        |
| 109   | Молдова                                      | Молдова                  | Республика Молдова                                         |
| 110   | Монако                                       | Монако                   | Княжество Монако                                           |
| 111   | Монголия                                     | Монголия                 | Монголия                                                   |
| 112   | Мьянма                                       | Мьянма                   | Республика Союз Мьянма                                     |
| 113   | Намибия                                      | Намибия                  | Республика Намибия                                         |
| 114   | Науру                                        | Науру                    | Республика Науру                                           |
| 115   | Непал                                        | Непал                    | Федеративная Демократическая Республика Непал              |
| 116   | Нигер                                        | Нигер                    | Республика Нигер                                           |
| 117   | Нигерия                                      | Нигерия                  | Федеративная Республика Нигерия                            |
| 118   | Нидерланды                                   | Нидерланды               | Королевство Нидерландов                                    |
| 119   | Никарагуа                                    | Никарагуа                | Республика Никарагуа                                       |
| 120   | Новая Зеландия                               | Новая Зеландия           | Новая Зеландия                                             |
| 121   | Норвегия                                     | Норвегия                 | Королевство Норвегия                                       |
| 122   | Объединённые Арабские Эмираты                | ОАЭ                      | Объединённые Арабские Эмираты                              |
| 123   | Оман                                         | Оман                     | Султанат Оман                                              |
| 124   | Пакистан                                     | Пакистан                 | Исламская Республика Пакистан                              |
| 125   | Палау                                        | Палау                    | Республика Палау                                           |
| 126   | Панама                                       | Панама                   | Республика Панама                                          |
| 127   | Папуа — Новая Гвинея                         | Папуа — Новая Гвинея     | Независимое Государство Папуа — Новая Гвинея               |
| 128   | Парагвай                                     | Парагвай                 | Республика Парагвай                                        |
| 129   | Перу                                         | Перу                     | Республика Перу                                            |
| 130   | Польша                                       | Польша                   | Республика Польша                                          |
| 131   | Португалия                                   | Португалия               | Португальская Республика                                   |
| 132   | Россия                                       | Россия                   | Российская Федерация                                       |
| 133   | Руанда                                       | Руанда                   | Республика Руанда                                          |
| 134   | Румыния                                      | Румыния                  | Румыния                                                    |
| 135   | Сальвадор                                    | Сальвадор                | Республика Эль-Сальвадор                                   |
| 136   | Самоа                                        | Самоа                    | Независимое Государство Самоа                              |
| 137   | Сан-Марино                                   | Сан-Марино               | Республика Сан-Марино                                      |
| 138   | Сан-Томе и Принсипи                          | Сан-Томе и Принсипи      | Демократическая Республика Сан-Томе и Принсипи             |
| 139   | Саудовская Аравия                            | Саудовская Аравия        | Королевство Саудовская Аравия                              |
| 140   | Флаг Северной Македонии                      | Северная Македония       | Республика Северная Македония                              |
| 141   | Сейшельские Острова                          | Сейшелы                  | Республика Сейшельские Острова                             |
| 142   | Сенегал                                      | Сенегал                  | Республика Сенегал                                         |
| 143   | Сент-Винсент и Гренадины                     | Сент-Винсент и Гренадины | Сент-Винсент и Гренадины                                   |
| 144   | Сент-Китс и Невис                            | Сент-Китс и Невис        | Федерация Сент-Китс и Невис                                |
| 145   | Сент-Люсия                                   | Сент-Люсия               | Сент-Люсия                                                 |
| 146   | Сербия                                       | Сербия                   | Республика Сербия                                          |
| 147   | Сингапур                                     | Сингапур                 | Республика Сингапур                                        |
| 148   | Сирия                                        | Сирия                    | Сирийская Арабская Республика                              |
| 149   | Словакия                                     | Словакия                 | Словацкая Республика                                       |
| 150   | Словения                                     | Словения                 | Республика Словения                                        |
| 151   | Соединённые Штаты Америки                    | США                      | Соединённые Штаты Америки                                  |
| 152   | Соломоновы Острова                           | Соломоновы Острова       | Соломоновы Острова                                         |
| 153   | Сомали                                       | Сомали                   | Федеративная Республика Сомали                             |
| 154   | Судан                                        | Судан                    | Республика Судан                                           |
| 155   | Суринам                                      | Суринам                  | Республика Суринам                                         |
| 156   | Сьерра-Леоне                                 | Сьерра-Леоне             | Республика Сьерра-Леоне                                    |
| 157   | Таджикистан                                  | Таджикистан              | Республика Таджикистан                                     |
| 158   | Таиланд                                      | Таиланд                  | Королевство Таиланд                                        |
| 159   | Танзания                                     | Танзания                 | Объединённая Республика Танзания                           |
| 160   | Того                                         | Того                     | Тоголезская Республика                                     |
| 161   | Тонга                                        | Тонга                    | Королевство Тонга                                          |
| 162   | Тринидад и Тобаго                            | Тринидад и Тобаго        | Республика Тринидад и Тобаго                               |
| 163   | Тувалу                                       | Тувалу                   | Тувалу                                                     |
| 164   | Тунис                                        | Тунис                    | Тунисская Республика                                       |
| 165   | Туркменистан                                 | Туркменистан             | Туркменистан                                               |
| 166   | Турция                                       | Турция                   | Турецкая Республика                                        |
| 167   | Уганда                                       | Уганда                   | Республика Уганда                                          |
| 168   | Узбекистан                                   | Узбекистан               | Республика Узбекистан                                      |
| 169   | Украина                                      | Украина                  | Украина                                                    |
| 170   | Уругвай                                      | Уругвай                  | Восточная Республика Уругвай                               |
| 171   | Фиджи                                        | Фиджи                    | Республика Фиджи                                           |
| 172   | Филиппины                                    | Филиппины                | Республика Филиппины                                       |
| 173   | Финляндия                                    | Финляндия                | Финляндская Республика                                     |
| 174   | Франция                                      | Франция                  | Французская Республика                                     |
| 175   | Хорватия                                     | Хорватия                 | Республика Хорватия                                        |
| 176   | Центральноафриканская Республика             | ЦАР                      | Центральноафриканская Республика                           |
| 177   | Чад                                          | Чад                      | Республика Чад                                             |
| 178   | Черногория                                   | Черногория               | Черногория                                                 |
| 179   | Чехия                                        | Чехия                    | Чешская Республика                                         |
| 180   | Чили                                         | Чили                     | Республика Чили                                            |
| 181   | Швейцария                                    | Швейцария                | Швейцарская Конфедерация                                   |
| 182   | Швеция                                       | Швеция                   | Королевство Швеция                                         |
| 183   | Флаг Шри-Ланки                               | Шри-Ланка                | Демократическая Социалистическая Республика Шри-Ланка      |
| 184   | Эквадор                                      | Эквадор                  | Республика Эквадор                                         |
| 185   | Экваториальная Гвинея                        | Экваториальная Гвинея    | Республика Экваториальная Гвинея                           |
| 186   | Эритрея                                      | Эритрея                  | Государство Эритрея                                        |
| 187   | Эсватини                                     | Эсватини                 | Королевство Эсватини                                       |
| 188   | Эстония                                      | Эстония                  | Эстонская Республика                                       |
| 189   | Эфиопия                                      | Эфиопия                  | Федеративная Демократическая Республика Эфиопия            |
| 190   | Южно-Африканская Республика                  | ЮАР                      | Южно-Африканская Республика                                |
| 191   | Южный Судан                                  | Южный Судан              | Республика Южный Судан                                     |
| 192   | Ямайка                                       | Ямайка                   | Ямайка                                                     |
| 193   | Япония                                       | Япония                   | Государство Япония                                         |

## Постоянные наблюдатели при ООН
| Номер | Флаг                             | Страна    | Полное название страны    | Дата получения статуса наблюдателя при ООН |
| ----- | -------------------------------- | --------- | ------------------------- | ------------------------------------------ |
| 1     | Ватикан                          | Ватикан   | Государство-город Ватикан | 1964 год                                   |
| 2     | Палестина (историческая область) | Палестина | Государство Палестина     | 29 ноября 2012 года                        |

## Государства с неполными признаниями

### Государства — члены ООН, имеющие ограниченное признание
Государства — члены ООН, не признанные хотя бы одним государством — членом ООН.
| Номер | Флаг                                         | Страна  | Полное название страны                       |
| ----- | -------------------------------------------- | ------- | -------------------------------------------- |
| 1     | Армения                                      | Армения | Республика Армения                           |
| 2     | Израиль                                      | Израиль | Государство Израиль                          |
| 3     | Республика Кипр                              | Кипр    | Республика Кипр                              |
| 4     | Китай                                        | Китай   | Китайская Народная Республика                |
| 5     | Корейская Народно-Демократическая Республика | КНДР    | Корейская Народно-Демократическая Республика |
| 6     | Республика Корея                             | Корея   | Республика Корея                             |

### Частично признанные государства
Государства — не члены ООН, признанные хотя бы одним государством — членом ООН.
| Номер | Флаг                                          | Страна       | Полное название страны                        |
| ----- | --------------------------------------------- | ------------ | --------------------------------------------- |
| 1     | Республика Абхазия                            | Абхазия      | Республика Абхазия                            |
| 2     | Республика Косово                             | Косово       | Республика Косово                             |
| 3     | Палестина (историческая область)              | Палестина    | Государство Палестина                         |
| 4     | Сахарская Арабская Демократическая Республика | САДР         | Сахарская Арабская Демократическая Республика |
| 5     | Китайская Республика (Тайвань)                | Тайвань      | Китайская Республика (Тайвань)                |
| 6     | Турецкая Республика Северного Кипра           | ТРСК         | Турецкая Республика Северного Кипра           |
| 7     | Южная Осетия                                  | Южная Осетия | Республика Южная Осетия                       |

### Непризнанные государства
Государства — не члены ООН, не признанные ни одним государством — членом ООН.
| Номер | Флаг                                  | Страна     | Полное название страны                |
| ----- | ------------------------------------- | ---------- | ------------------------------------- |
| 1     | Приднестровская Молдавская Республика | ПМР        | Приднестровская Молдавская Республика |
| 2     | Сомалиленд                            | Сомалиленд | Республика Сомалиленд                 |

## Иные образования

### Государства,ассоциированныесНовой Зеландией
| Номер | Флаг         | Страна       | Полное название страны |
| ----- | ------------ | ------------ | ---------------------- |
| 1     | Ниуэ         | Ниуэ         | Ниуэ                   |
| 2     | Острова Кука | Острова Кука | Острова Кука           |

### Владения

#### Образования, имеющие постоянное (коренное) население и собственное гражданство
- 3 территории с особым статусом, оговорённым в международных соглашениях:
  - 2 специальных административных района Китая:
    -  Гонконг,
    -  Макао;

  - 1 особый автономный регион Финляндии:
    -  Аландские Острова;
- 3 внешние территории Австралии:
  -  Кокосовые Острова,
  -  Остров Норфолк,
  -  Остров Рождества;
- 10 заморских территорий Великобритании:
  -  Ангилья,
  -  Бермудские Острова,
  -  Британские Виргинские Острова,
  -  Гибралтар,
  -  Острова Кайман,
  -  Монтсеррат,
  -  Острова Питкэрн,
  - Острова Святой Елены, Вознесения и Тристан-да-Кунья,
  -  Теркс и Кайкос,
  -  Фолклендские Острова;
- 3 коронных земли Великобритании:
  -  Гернси,
  -  Джерси,
  -  Остров Мэн;
- 2 территории (2 автономных региона) Дании:
  -  Гренландия,
  -  Фарерские Острова;
- 3 заморские (автономные) территории Нидерландов:
  -  Аруба,
  -  Кюрасао,
  -  Синт-Мартен;
- 1 зависимая территория Новой Зеландии:
  -  Токелау;
- 5 заморских владений (неприсоединённых территорий) США:
  -  Американские Виргинские Острова,
  -  Американское Самоа,
  -  Гуам,
  -  Пуэрто-Рико,
  -  Северные Марианские Острова;
- 5 заморских сообществ Франции:
  - Сен-Бартелеми,
  - Сен-Мартен,
  - Сен-Пьер и Микелон,
  - Уоллис и Футуна,
  -  Французская Полинезия;
- 1 заморское особое административно-территориальное образование Франции:
  - Новая Каледония.

#### Заморские территории, иногда относимые к категории отдельных владений
- 3 особые (заморские) общины Нидерландов:
  -  Бонайре,
  -  Саба,
  -  Синт-Эстатиус;
- 5 заморских департаментов и регионов Франции:
  - Гваделупа,
  - Майотта,
  -  Мартиника,
  - Реюньон,
  - Французская Гвиана.

#### Зависимые территории, не имеющие постоянного населения
- 3 внешние территории Австралии:
  - Острова Ашмор и Картье,
  - Территория островов Кораллового моря,
  - Остров Херд и острова Макдональд;
- 3 заморские территории Великобритании:
  - Акротири и Декелия,
  -  Британская территория в Индийском океане,
  -  Южная Георгия и Южные Сандвичевы Острова;
- 3 заморские территории Норвегии:
  - Остров Буве,
  - Шпицберген,
  - Ян-Майен;
- 9 внешних малых островов США:
  - Остров Бейкер,
  - Остров Джарвис,
  - Атолл Джонстон,
  - Риф Кингмен,
  - Атолл Мидуэй,
  - Остров Навасса,
  - Атолл Пальмира,
  - Остров Уэйк,
  - Остров Хауленд;
- 2 оспариваемые территории США:
  - Бахо-Нуэво,
  - Серранилья;
- 2 заморские территории Франции:
  - Остров Клиппертон,
  -  Французские Южные и Антарктические территории;
- 5 территориальных претензий 4 государств в Антарктике (её статус определён по Договору об Антарктике):
  - 1 территория Антарктики, на которую претендует Австралия:
    - Австралийская антарктическая территория;

  - 1 территория Антарктики, на которую претендует Великобритания:
    -  Британская антарктическая территория;

  - 1 территория Антарктики, на которую претендует Новая Зеландия:
    - Зависимая территория Росса;

  - 2 территории Антарктики, на которые претендует Норвегия:
    - Земля Королевы Мод,
    - Остров Петра I.

## Прочие территории
- Надгосударственные образования (конфедерации): Европейский союз (организация с наднациональными политическими и финансовыми уровнями управления, официально не являющаяся ни конфедерацией, ни какой-либо иной формой государства), Союзное государство и т. п.;
- субнациональные территории: автономии (Афон и т. п.), части федераций, резервации, составные части Соединённого Королевства (Англия, Шотландия, Уэльс, Северная Ирландия);
- Мальтийский орден (по международному праву суверенитет Мальтийского ордена рассматривается на уровне дипломатических миссий, но не как суверенитет государства; имеет статус организации-наблюдателя при ООН);
- кондоминиумы (совместные территории);
- спорные территории (Азад-Кашмир, Гилгит-Балтистан, Западная Сахара и т. п.);
- ничейные земли (Антарктика, Бир-Тавиль, участки сербо-хорватской границы и т. п.);
- племенные королевства;
- территории неконтактных народов;
- нейтральные территории;
- арендованные территории (Байконур и т. п.);
- военные базы;
- частная собственность;
- правительства в изгнании;
- особые экономические зоны;
- территории, не контролируемые центральными правительствами ряда стран и претендующие либо не претендующие на полную независимость (национально-освободительные движения, повстанцы, сепаратисты).